# Just like a Woman (1992)
Just Like a Woman (bra: Quase uma Mulher) é um filme britânico de 1992, do gênero comédia dramática, dirigido por Christopher Monger, com roteiro de Nick Evans baseado em romance de Monica Jay, e protagonizado por Julie Walters, Adrian Pasdar e Paul Freeman.

## Sinopse
Gerald é um banqueiro jovem e inteligente. Tudo em sua vida vai bem até que sua esposa encontra as roupas íntimas de outra mulher no quarto dos dois e expulsa ele de casa. Ele encontra abrigo com Monica, uma dona de casa recém-divorciada de 50 anos que acaba se apaixonando por Gerald. Mas depois da primeira vez que eles dormem juntos, ele passa a evitá-la. Monica se sente usada e traída, até que Gerald revela que gosta de se vestir de mulher. Monica aprende a aceitar e finalmente apoiar Geraldine, o alter ego de Gerald.

## Elenco
- Julie Walters: Monica
- Adrian Pasdar: Gerald/Geraldine
- Paul Freeman: Miles Milichamp
- Susan Wooldridge: Louisa
- Gordon Kennedy: C.J.
- Ian Redford: Tom Braxton
- Shelley Thompson: Eleanor Tilson
- Togo Igawa: Akira Watanabe
- Jill Spurrier: Daphne
- Corey Cowper: Erika Tilson
- Mark Hadfield: Dennis
- Joseph Bennett: Jocelyn
- Brooke: Linda
- Eve Bland: Betty
- Jeff Nuttall: Vanessa